# Anthony Ramos
Anthony Ramos Martinez, född 1 november 1991 i New York, är en amerikansk skådespelare.
Ramos har bland annat medverkat i TV-serien Ironheart från 2023. Han har även medverkat i filmerna Trolls 2: Världsturnén från 2020 och Transformers: Rise of the Beasts från 2023.

## Filmografi (i urval)
- 2015 – Younger (TV-serie)
- 2016 – Law & Order: Special Victims Unit (TV-serie)
- 2017–2018 – Will & Grace (TV-serie)
- 2018 – A Star Is Born
- 2019 – Godzilla: King of the Monsters
- 2020 – Trolls 2: Världsturnén (röst)
- 2021 – In Treatment (TV-serie)
- 2022 – Tuffa gänget (röst)
- 2023 – Ironheart (TV-serie)
- 2023 – Transformers: Rise of the Beasts
- 2023 – Dumb Money
- 2024 – Twisters
- 2025 – A House of Dynamite